# Amt Königs Wusterhausen
Das Amt Königs Wusterhausen war ein königlich-preußisches Fideikommissamt, das den Kern der zunächst kurfürstlichen, später königlichen Herrschaft Wusterhausen (bzw. später Herrschaft Königs Wusterhausen) bildete. Die Herrschaft Königs Wusterhausen war direkter Besitz des preußischen Königs bzw. der königlichen Familie, kein Staatsbesitz. Ab 1814 wurde das Amt Königs Wusterhausen in ein Rentamt umgewandelt, das nun keine Eigenwirtschaft mehr betrieb, sondern nur noch die Abgaben aus dem Amtsgebiet einzog. Das Amt hatte seinen Amtssitz in Königs Wusterhausen (Landkreis Dahme-Spreewald, Brandenburg), das Amtsgebiet lag in den heutigen Städten Königs Wusterhausen, Mittenwalde und Wildau sowie den Gemeinden Bestensee, Heidesee, Schönefeld und Zeuthen (alle Landkreis Dahme-Spreewald) im Land Brandenburg. Das Amt Königs Wusterhausen wurde 1872/74 aufgelöst.

## Geschichte
1683 kaufte der damalige Kurprinz Friedrich die Herrschaft Wusterhausen von den Erben des 1682 verstorbenen Geheimen Staatsrates Friedrich von Jena. Er wollte sich mit diesen Gütern eine eigene Herrschaft aufbauen. 1687 erwarb er Deutsch Wusterhausen von Friedrich Wilhelm Gans Edler Herr zu Putlitz hinzu, und 1697 Zeesen vom brandenburgischen Minister und preußischen Oberpräsidenten Eberhard von Danckelman. 1688 wurde der Kurprinz als Friedrich III. Kurfürst von Brandenburg, 1701 krönte er sich selber als Friedrich I. zum König in Preußen.
1698 schenkte Friedrich III., damals noch als brandenburgischer Kurfürst, die Wusterhausenschen Güter dem Kronprinzen Friedrich Wilhelm und späteren König Friedrich Wilhelm I. Dieser baute die Herrschaft durch Zukäufe weiter aus. Die meisten Erwerbungen zur Herrschaft Wusterhausen wurden von ihm nun als König Friedrich Wilhelm I. getätigt; mit seinem Tod 1740 hörten die Erwerbungen zur Herrschaft Königs Wusterhausen im Wesentlichen auf. Für den Erwerb der Güter der Herrschaft Königs Wusterhausen wurden in summa fast eine Million Taler aufgewendet. Die Herrschaft Königs Wusterhausen gliederte sich um 1800 in 14 Ämter, darunter das Amt Königs Wusterhausen.

## Das Amt Königs Wusterhausen
Die ersten fünf Dörfer wurden 1683 von Geheimrat Friedrich von Jena gekauft (Hoherlehme, Senzig, Königs Wusterhausen, Neue Mühle, Zernsdorf). 1687 folgte Deutsch Wusterhausen und bald darauf Zeesen. Wann genau das Amt Königs Wusterhausen gebildet wurde, ließ sich bisher nicht ermitteln. Es existierte bereits 1698 als Amt Wusterhausen. Wann genau sich der Name Amt Königs Wusterhausen durchsetzte, ließ sich bisher ebenfalls nicht ermitteln. 1801 bestand das Amt Königs Wusterhausen aus folgenden Dörfern und Vorwerken einschließlich des Fleckens Königs Wusterhausen.
- Groß Besten (1801: Dorf), 1717 vom damaligen Generalmajor Freiherr Kurt Hildebrand von Loeben gekauft
- Klein Besten (1801: Dorf), 1717 von Freiherr von Löben gekauft
- Fasanerie (1801: nahe bei Königs Wusterhausen), das Forsthaus wurde vor 1801 auf Amtsgebiet errichtet
- Glumsbrücke/Gallunsbrück (1801: Wohnung eines Unter-Försters, Fischers und zweier Einlieger), zwischen Gräbendorf und Großbesten (in Pätz aufgegangen, im Bereich Hauptstraße 2), das Forsthaus wurde vor 1775 auf Amtsgebiet errichtet
- Gussow (1801: Dorf), 1717 von Kaspar Christoph von Oppen gekauft
- Körbiskrug (1801: Vorwerk und Krug), 1717 von Freiherr von Löben gekauft
- Krummensee (1801: Dorf), 1717 von Generalmajor Freiherr Kurt Hildebrand von Loeben gekauft
- Hoherlehme (1801: Dorf und Amtsvorwerk), 1683 von Friedrich von Jena gekauft
- Neue Mühle (1801: Wasser-Mahl- und Schneidemühle und Krug), 1683 von Friedrich von Jena gekauft
- Pätz (1801: Dorf und Schäferei), 1717 von Freiherr Kurt Hildebrand von Loeben gekauft
- Schenkendorf (1801: Dorf und Vorwerk), 1717 von Freiherr Kurt Hildebrand von Loeben gekauft
- Senzig (1801: Dorf), 1683 von Friedrich von Jena gekauft
- Deutsch Wusterhausen (1801: Dorf und Vorwerk), 1687 von Friedrich Wilhelm Gans von Putlitz gekauft
- Klein Wusterhausen (1801: Amtsvorwerk)
- Königs Wusterhausen (1801: Flecken und Amt), 1683 von Friedrich von Jena gekauft
- Zeesen (1801: Dorf), 1697 nach der Verhaftung von Eberhard von Danckelmann übernommen. Dieser hatte hier 1690 das Schloss erbauen lassen.
- Zernsdorf/Zehrensdorf (1801: Dorf), 1683 von Friedrich von Jena gekauft

1810 wurden die Ämter Gallun, Rotzis und Selchow mit dem Amt Königs Wusterhausen vereinigt. 1817 umfasste das  Amt Königs Wusterhausen somit:
- Groß Besten, Dorf, 134 Einw.
- Klein Besten, Dorf, 93 Einw.
- Fasanerie, Forsthaus, zu Königs Wusterhausen
- Glunsbrücke, Forsthaus, 5 Einw.
- Gräbendorf, Dorf, 178 Einw.
- Gussow/Gußow, Dorf, 109 Einw.
- Hasengarten, Haus, zu Königs Wusterhausen
- Hoherlehme/Hoherlöhme, Dorf und Vorwerk, 125 Einw.
- Körbiskrug (Korbskrug), Vorwerk und Krug, 21 Einw.
- Krummensee, Dorf, 76 Einw.
- Neue Mühle, Wassermühle, 26 Einw.
- Pätz/Peetz, Dorf und Schäferei, 150 Einw.
- Prierosbrück/Prirosbrücke, Forsthaus und Krug, 32 Einw. (gehörte 1801 zum Amt Blossin)
- Schenkendorf, Dorf und Vorwerk, 135 Einw.
- Senzig/Senz, Dorf, 153 Einw.
- Deutsch Wusterhausen, Dorf und Vorwerk, 119 Einw.
- Zeesen, Dorf, 105 Einw.
- Zernsdorf, Dorf, 128 Einw.

1829 wurde das Amt Blossin an das Amt Königs Wusterhausen angegliedert. 1836 wurden auch die Ämter Waltersdorf, Groß Machnow und Rotzis dem Amt Königs Wusterhausen unterstellt. 1841 gehörten zum Amt Königs Wusterhausen folgende Ortschaften und Siedlungen:
- Blossin (Dorf und Vorwerk)
- Busch (Vorwerk)
- Gallun
- Glunsbrück (zu Großbesten)
- Görsdorf (Kolonie bei Miersdorf)
- Görsdorf b. Storkow (Dorf)
- Gräbendorf, Dorf mit Frauensee, Etablissement
- Großbesten
- Großkienitz, Dorf
- Groß Machnow, Dorf und Vorwerk, Amt und Gutsbesitzer Beerend
- Gussow
- Heidemeierei, auch Vorheide zu Waltersdorf gehörig, Meierei
- Heideschäferei (später auch Bergschäferei genannt) (Schäferei, zu Blossin) (heute Wohnplatz Bergschäferei)
- Kallinchen
- Kiekebusch, Vorwerk und Dorf
- Kleinbesten
- Klein-Eichholz (1817: Dorf und Vorwerk)
- Körbiskrug (Vorwerk und Krug)
- Kolberg (Dorf, Vorwerk, Ziegelei und Fischerhaus am langen See)
- Krummensee
- Kurtmühle (1817: Curthmühle, Wasser- und Schneidemühle, zu Schwerin)
- Lippe (Schäferei zu Schwerin) (existiert nicht mehr)
- Marienhof, Vorwerk bei Krummensee
- Miersdorf, Vorwerk und Dorf
- Neue Mühle, Wassermühle
- Pätz mit Hammelstall (Schäferei)
- Pramsdorf, Vorwerk, Amt und Gutsbesitzer Beerend
- Prierosbrück, Forsthaus und Krug
- Radeland, Vorwerk
- Rotzis, Dorf und Domänenamt
- Schenkendorf, Dorf
- Schönefeld, Dorf und Vorwerk, Amt und Dom zu Berlin
- Schulzendorf, Dorf und Vorwerk
- Schwerin (1817: Dorf und Vorwerk)
- Selchow, Dorf und Vorwerk, Amt und Gutsbesitzer Schneider
- Tollkrug (Hungriger Wolf), Krug zu Rotzis gehörig
- Waltersdorf, Dorf und Vorwerk
- Wüstermark, Vorwerk zu Miersdorf
- Zernsdorf

## Amtmänner und Pächter
- 1769/70 Oberamtmann Müller[7]
- 1818 Decker Regierungsassessor und Rentbeamter[8]
- 1824 Kletschke, Rentbeamter (Königs-Wusterhausen nebst Machnow, Gallun und Selchow)[9]
- 1832 Kletschke[10]
- 1843 Kletschke[11] (Königs-Wusterhausen u. Blossin)
- 1848 Kletschke, Rentmeister[12]
- 1865 Kletschke, Domänenrat[13]
- 1874 Ferdinand Guillaume Erneste Baudouin, Amtspächter, wurde zum Königlichen Oberamtmann befördert[14]